# Каракулов, Ишанбай Каракулович

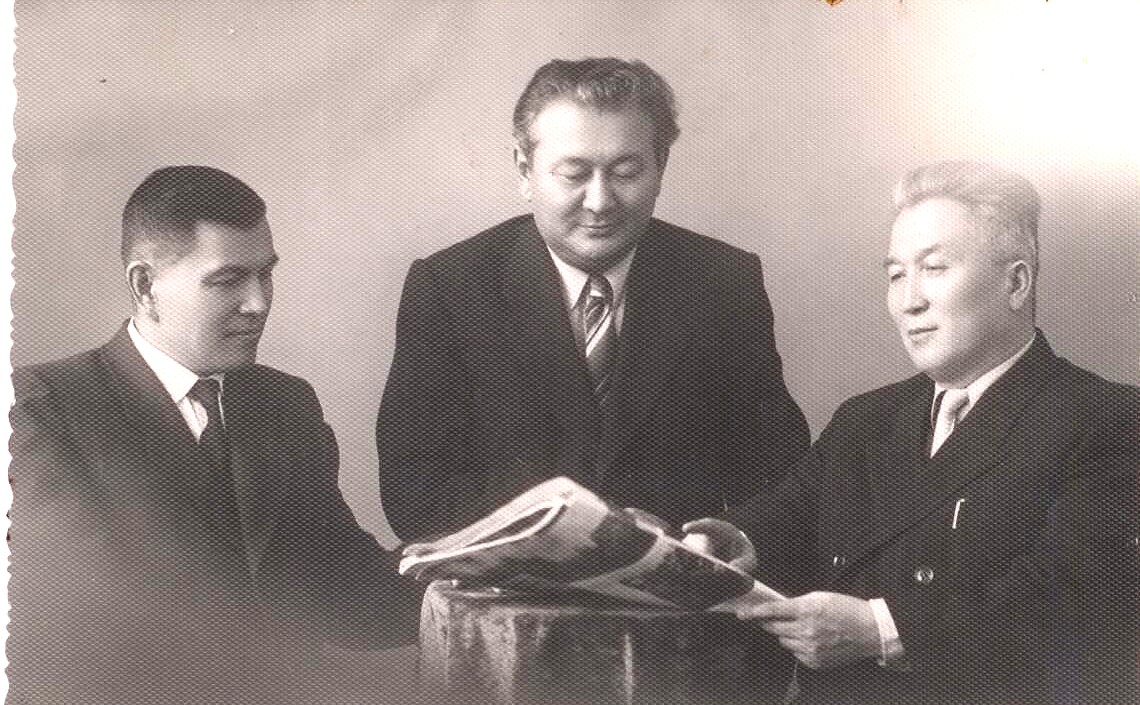
Ишамбай Каракулов, Хамза Жуматов, Онгарбек Бердыбаев - 1960 г.

Ишанбай Каракулович Каракулов (1 мая 1909 года, аул № 18, Темирский уезд, Уральская область, Российская империя — 29 марта 1992 года, Алма-Ата, Казахстан) — советский, казахский ученый-эпидемиолог и государственный деятель, нарком (1937—1939), министр здравоохранения Казахской ССР (1950—1954), член-корреспондент АН Казахской ССР, член-корреспондент АМН СССР (1961).

## Биография
Ишанбай Каракулович Каракулов родился в бедной многодетной семье. В раннем возрасте работал на подсобных, неквалифицированных работах: батрак, посудомойщик, чернорабочий.
В 1929 году окончил Уральский медицинский техникум, а в 1937 году окончил Алма-Атинский медицинский институт. В институте был избран секретарём комсомольской организации, а позже работал как председатель бюро пролетарского студенчества Казахстана. В 1939—1942 годах был аспирантом и ассистентом на кафедре эпидемиологии в Казахском медицинском институте.
В 1937—1939 занимал должность наркома здравоохранения Казахской ССР.

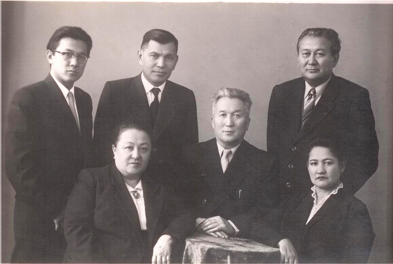
Ишамбай Каракулов, Хамза Жуматов, Онгарбек Бердыбаев и прочие - 1959 г.

Каракулов И. К. является участником Великой Отечественной войны. Во время Великой Отечественной войны занимал различные должности: начальник сан. части Казвоенкомата, полит. комиссар, научный сотрудник и зам. полит. комиссара в НИИ ВС СССР. Участвовал в Параде Победы на Красной площади в июне 1945 года.
В 1942—1946 годах — с.н.с., в 1946—1950 годах — зам. директора, директор Института краевой патологии Министерства здравоохранения Казахской ССР.
В 1950—1954 годах занимал должность министра здравоохранения Казахской ССР.
В 1946—1988 годах работал заведующим кафедрой эпидемиологии Алма-Атинского медицинского института.
С 1951 года является членом-корреспондентом АН Казахской ССР, а с 1961 года — членом-корреспондентом Академии медицинских наук СССР.
В 1937 году был избран депутатом Верховного Совета СССР первого созыва, а в 1951 году — депутатом Верховного Совета Казахской ССР 3-го созыва. В 1951—1954 годах являлся членом Центрального Комитета Коммунистической партии Казахстана.

## Научная деятельность
На базе кафедры эпидемиологии им было выполнено более 300 научных и научно-популярных работ, защищена докторская диссертация (1950), создана школа эпидемиологов, под его руководством было защищено 28 докторских и кандидатских диссертаций. Занимался вопросами инфекционной патологии, в частности, иммунопрофилактики, микробиологии зоонозных и особо опасных инфекций, вопросам организации здравоохранения, истории медицины. Предложил классификации типов заражения людей бруцеллезом, Ку-лихорадкой, листериозом и схемы изучения социально-экономической значимости инфекций.
Им впервые был определён удельный вес заболеваемости бруцеллезом людей среди других зарегистрированных в республике инфекций. В соавторстве доказал эффективность накожного метода иммунизации против бруцеллеза, изучил эпидемиологию и эпизоотологию Ку-лихорадки в Казахстане, установил зараженность ею ряда птиц и кровососущих членистоногих.
Являлся председателем правления казахстанского отделения общества «Знание», Казахского комитета защиты мира, Научного астрономического общества республики, председателем общества Красного Креста и Красного Полумесяца Казахстана, членом редколлегии журналов «Вестник Академии наук Казахской ССР», «Здравоохранение Казахстана», «Научные известия Казахского Государственного медицинского института», «Микробиология, эпидемиология и иммунология» и ряда других журналов.
Был экспертом ВОЗ и Высшей аттестационной комиссии при Совете Министров СССР, вице-президентом Всесоюзного общества советско-индийской дружбы.

## Сочинения
- Каракулов, Ишимбай Каракулович. Актуальные вопросы эпидемиологии бруцеллеза и пути его ликвидации : (По материалам исследований автора, проведенным в Казахстане) / И. К. Каракулов ; Казах. гос. мед. ин-т им. В. М. Молотова. — Алма-Ата : Казгосиздат, 1956. — 46 с.
- Каракулов, Ишимбай Каракулович. К вопросу о создании истории здравоохранения Казахстана / И. К. Каракулов ; Вестн. АН Казахск. ССР, № 9, 1958. — 14 с.
- Каракулов, Ишанбай Каракулович. Эпидемиология, эпизоотология и лабораторная диагностика лихорадки Ку / И. К. Каракулов, В. Д. Борисов ; АН Каз. ССР. — Алма-Ата : Наука, 1966. — 147 с.
- Қарақұлов, И. Қырық сұрақ : ғылыми басылым / И. Қарақұлов. — Алматы : Жалын, 1983. — 218 бет.
- Каракулов И. Давайте поговорим (Сырласу) / Каракулов И. К. — А. : Жеті жарғы, 1994. — 160 б. — на каз. яз.

## Награды и звания
- Награжден орденом Дружбы народов (1981), медалями и Почетными грамотами Верховного Совета Казахской ССР.
- Заслуженный деятель науки Каракалпакской АССР.
- Заслуженный деятель науки Казахской ССР (1961).